# Lövgetingbock
Lövgetingbock (Clytus arietis) är en skalbagge i familjen långhorningar. Den är 6 till 15 millimeter lång. 